# 米科拉·特雷先科
米科拉·阿爾特莫维奇·特雷先科（羅馬化：Mykola Artemovych Tereshchenko；1819年10月26日（14日）—1903年2月1日（1月19日）），乌克兰企业家、慈善家，特雷先科家族创始人、阿爾特姆·特雷先科长子。帝俄枢密院议员、基輔榮譽市民。

## 生平

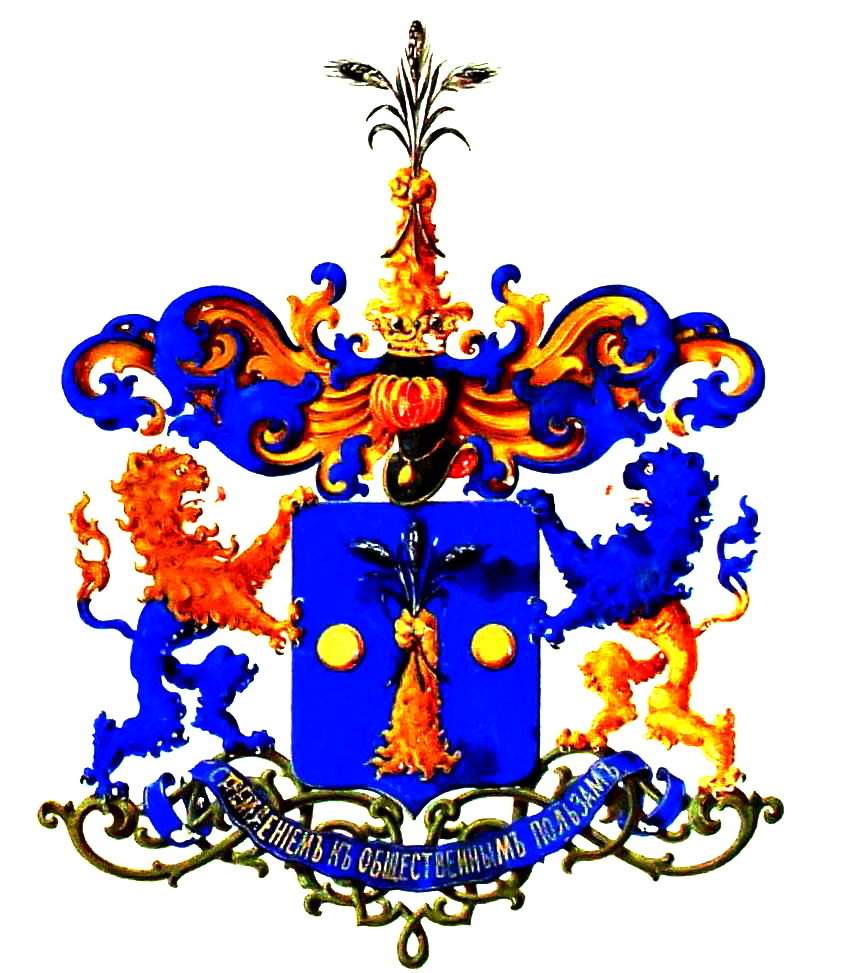
特雷先科家族徽章

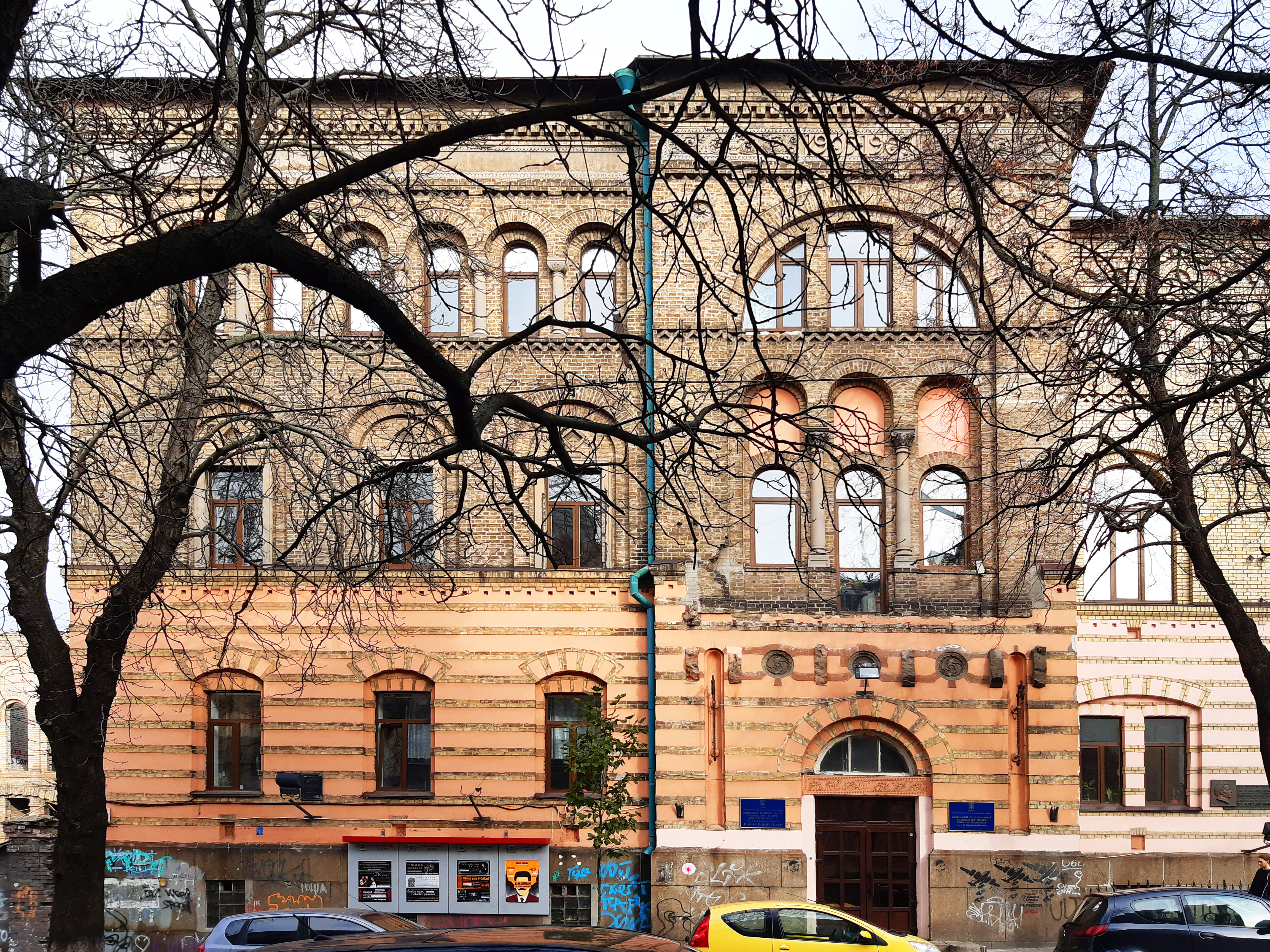
智者雅羅斯拉夫街40號，大樓先前為以特雷先科命名的學校

1909年8月23日，在赫盧希夫的纪念碑落成

米科拉·阿爾特莫維奇·特雷先科出生于一個烏克蘭普通家庭。父親阿尔特姆頗有创业天赋。但由于经济困难，特雷先科年幼時无法接受适当的教育。正如特雷先科回忆的那样：“我當時總算是靠僅僅的銅板从赫盧希夫的学校毕业的。”
特雷先科从小就开始做生意。他骑着牛将盐、鱼和面包从克里米亚运到赫盧希夫。后来，他成为了该市这些物品的主要采购者。在1861年的土地改革中為特雷先科带来了巨大的利润，当许多地主无法适应新的条件时，特雷先科利用他的创业天赋迅速增加了他的财富。结果，到了1870年，已有10多家糖厂集中在他的手中。其中包括伊万·巴里亚金斯基亲王的糖厂（位于克鲁普卡和沙里希内） 、地主廖夫申（位于沃羅尼日镇、科丘贝伊）的糖厂（位于米哈伊利夫斯基胡托尔）以及位于格卢霍夫周围的其他企业。
和整个家族一样，他的主要事業是制糖。糖厂的生意成为他的主要收入来源，但特雷先科并没有放棄贸易、铁路、酒精、木材和布料等事業。
他非常忙于管理工厂和贸易，但他也参与社会活动，这是特雷先科家族的传统。
1851年，特雷先科被选为赫盧希夫高級市长并担任该职位9年，随后担任市长职务14年。同时，他担任地方自治会议议长、赫盧希夫地方自治政府成员和名誉治安官。他担任赫盧希夫自治政府领导人长达20多年，受到人民擁戴。除了社会活动外，特雷先科还特别关注慈善事业，他曾帮助儿童收容所、市医院，甚至監獄裏面的囚犯，他是当地监狱护理部门的负责人。
特雷先科拥有约8万英亩的土地，5家糖厂、酿酒厂和水磨，分别位于切尔尼戈夫、基辅、沃利尼亞、哈尔科夫、波多利亞、库尔斯克和图拉省。
1870年，特雷先科搬到莫斯科居住。1875年他决定搬回烏克蘭基輔，當時基辅的经济随着铁路的建设和证券交易所的开业而增长，并将这座城市变成了真正的“糖都”。
搬到基辅后，特雷先科一家定居在比比科夫大道12号。在基辅的特雷先科开始更加积极地从事慈善活动并投资公共建筑的建设。1881年，他開設俄羅斯帝國的第一所盲人学校。同年又拨款23,000卢布用于建造马林斯基儿童收容所（位于Pankivska街和Mykilsko-Botanichna街的拐角处，现为心理学研究所）。1899年，这位慈善家在雅罗斯拉夫·瓦尔街40号为基輔市内一所学校建造了一栋大楼，该大楼以他的名字命名。

## 紀念
2009年，为纪念這位慈善家和荣誉公民，新建成的纪念碑在基辅儿童心脏病学和心脏外科科学中心揭幕，紀念碑由雕塑家亞歷山大·米哈伊利茨基打造。
2014年，日托米尔州安德鲁希夫卡的紀念碑揭幕。
在多個地方都有以特雷先科命名的街道，包括基輔、第聶伯羅和赫盧希夫等城市。在安德鲁希夫卡和尼科波尔，萊蒙托夫和施密特街更名為特雷先科街。